# Saint-Jean-aux-Amognes
Saint-Jean-aux-Amognes is een gemeente in het Franse departement Nièvre (regio Bourgogne-Franche-Comté) en telt 459 inwoners (2009). De plaats maakt deel uit van het arrondissement Nevers.

## Geografie
De oppervlakte van Saint-Jean-aux-Amognes bedraagt 18,1 km², de bevolkingsdichtheid is 25,5 inwoners per km².
De onderstaande kaart toont de ligging van Saint-Jean-aux-Amognes met de belangrijkste infrastructuur en aangrenzende gemeenten.

## Demografie
Onderstaande figuur toont het verloop van het inwonertal (bron: INSEE-tellingen).